# ريتشل وول
ريتشل وول (بالإنجليزية: Rachel Wall)‏ هي متسابقة يخت أمريكية، ولدت في 1760 في Carlisle, Pennsylvania ‏ في الولايات المتحدة، وتوفيت في 8 أكتوبر 1789 في بوسطن في الولايات المتحدة بسبب شنق.